# José Celedonio Elordi
José Celedonio Elordi fue un marino y artillero argentino que luchó en Guerra del Brasil, en las Guerras civiles argentinas y en la Guerra Grande.

## Biografía
José Celedonio Elordi nació en la ciudad de Buenos Aires en 1813, hijo del comerciante Martín de Elordi y de Juana Maza.
Ingreso a la Armada Argentina en 1827 durante la Guerra del Brasil.
Embarcó en el bergantín Independencia, comandado por Francisco Drummond. Como aspirante luchó en el Combate de Monte Santiago del 7 y 8 de abril. En la sangrienta acción resultó contuso y fue tomado prisionero. Permaneció detenido en la Isla das Cobras, Río de Janeiro, hasta que fue canjeado y pudo regresar a Buenos Aires, tras lo cual embarcó en el bergantín Balcarce al mando de Nicolás Jorge.
En 1829 fue promovido a subteniente y en 1830 pasó al arma de artillería con el grado de teniente a las órdenes del general Gervasio Espinoza, marchando a la provincia de Córdoba para luchar contra las fuerzas del general José María Paz.
El 10 de mayo de 1831 fue tomado prisionero y regresó a Buenos Aires. En 1833 se incorporó a las fuerzas restauradoras del general Agustín de Pinedo pasando luego a servir en la marina a las órdenes de José María Pinedo.
En 1836 pasó a servir en la escuadrilla del río Uruguay bajo el mando de Antonio Toll. Participó de la lucha contra Corrientes y en 1839 asistió a la batalla de Pago Largo y a la de Cagancha, donde resultó herido y fue tomado prisionero. Tras escapar se sumó a las tropas de Pascual Echagüe y sirvió en la artillería federal en la Batalla de Don Cristóbal (1840).
Pese a haber sido herido en las acciones previas al combate, luchó en la batalla de Sauce Grande bajo las órdenes del comandante de artillería Juan Bautista Thorne.
El 10 de mayo de 1841 fue destinado como segundo del bergantín Echagüe en la escuadra de la Confederación Argentina comandada por Guillermo Brown, bajo el mando directo de Nicolás Jorge. Luchó en el combate de Santa Lucía del 3 de agosto contra la escuadra riverista comandada por John Halstead Coe.
Por encargo de Brown pasó a Buenos Aires para informar de una conspiración en la escuadra. Tras comandar el General Belgrano retornó al Echagüe con el cual participó de las operaciones que culminaron en la captura del Cagancha.
En 1842 fue destinado como segundo de Nicolás Jorge en la escuadrilla del Paraná combatiendo a la flota oriental comandada ahora por José Garibaldi. Luchó en el combate de Costa Brava en que la escuadra adversaria fue aniquilada.
Al mando del bergantín goleta Vigilante apoyó el pasaje del ejército de Manuel Oribe al Uruguay. En 1844 reemplazó a Pinedo en el mando de la escuadrilla del Río Uruguay y la comandancia militar de Paysandú. 
En 1846 defendió Paysandú del ataque combinado de la escuadra francesa y las tropas riveristas, siendo tomado prisionero.
Tras ser liberado,, alcanzó el grado de sargento mayor permaneciendo en el arma de artillería. Tras la batalla de Caseros fue incorporado a la Plana Mayor del Ejército y el 18 de octubre de 1852 pasó a servir en la isla Martín García bajo las órdenes de Manuel Olazábal.
Iniciada la Guerra entre la Confederación Argentina y el Estado de Buenos Aires se sumó a las fuerzas de la Confederación y participó del sitio de Buenos Aires hasta que fue levantado, siendo luego nombrado en la Aduana del Río Salado. Denegada al comienzo su solicitud de ser reincorporado al servicio con el rango de sargento mayor, en 1861 obtuvo finalmente confirmación del grado y pasó a servir en las líneas de fortificación de su ciudad natal.
El 1 de diciembre asumió el mando del bergantín goleta Córdoba y el control de los buques en desarme en el río Luján. 
El 26 de marzo de 1868 fue promovido a teniente coronel y el 9 de marzo de 1869 nombrado subdelegado del Puerto del Riachuelo. En el ejercicio de ese cargo falleció el 28 de febrero de 1871 en Buenos Aires.
Estaba casado con Jacinta Troncoso. Su hermano, Luis Elordi militó en las filas del partido Unitario, alcanzó el grado de sargento mayor y como ingeniero fue un precursor de los Ferrocarriles en la República Argentina, primer administrador del Ferrocarril Oeste de Buenos Aires y responsable de la adquisición de las primeras locomotoras que operaron en el país.